# Sambirano-Buntbarsch
Der Sambirano-Buntbarsch (Ptychochromis oligacanthus, Synonym: Tilapia oligacanthus) ist eine Buntbarschart, die im nordwestlichen Madagaskar vom Sambirano im Süden bis zum Mananjeba im Norden sowie in den Kraterseen auf der Insel Nosy Be vorkommt.

## Merkmale
Ptychochromis oligacanthus erreicht eine Maximallänge von 25 cm. Die Grundfärbung des Sambirano-Buntbarschs ist bläulich oder golden, oft auch silbrig, vor allem bei Jungfischen. Die meisten Rumpfschuppen weisen einen goldfarbenen oder silbrig schimmernden Rand auf. Auf den Körperseiten zeigen die Fische in der Regel eine Reihe von fünf oder sechs Flecken oder Streifen, von denen einer auf dem Schwanzstiel liegt. Der dritte Fleck erstreckt sich häufig nach oben bis auf die Rückenflossenmembran am Übergang vom hart- zum weichstrahligen Abschnitt. Entlang der Rücken-, After- und Schwanzflossenbasis sind normalerweise schillernde blaue, goldene oder silbrige Flecken vorhanden. Besonders ausgeprägt sind diese Flecken bei Erwachsenen beiderlei Geschlechts von Nosy Be. Bei den Festlandpopulationen sind diese Flecken bei den Weibchen immer noch auffällig, bei großen Männchen jedoch weniger deutlich ausgeprägt. Generell sind die Fische auf dem Festland weniger farbenfroh als die auf Nosy Be. Als einzige Ptychochromis-Art zeigt der Sambirano-Buntbarsch auf dem oberen und hinteren Rand des Kiemendeckels einen großen dunklen Fleck oder Balken. Dieser Kiemendeckelfleck grenzt in der Regel an den ersten Seitenfleck auf dem vorderen Rumpfabschnitt oder geht in diesen Fleck über. Der Rumpf ist seitlich abgeflacht, das Rückenprofil mehr oder weniger deutlich gebogen. Das Bauchprofil ist dagegen annähernd gerade. Das Schnauzenprofil ist relativ gerade, das Kopfprofil oberhalb der Augen bis zum Rückenflossenansatz gebogen. Der Schwanzstiel ist kurz und hoch.
- Flossenformel: Dorsale XII–XIII/11–13, Anale III/7–9.
- Schuppenformel: SL 29–31.
- Wirbel: 13 + 13, 14 + 12, 13 + 14 o. 14 + 13.[1]

## Lebensweise und Gefährdung
Wie andere Ptychochromis-Arten ernährt sich der Sambirano-Buntbarsch von aquatischen Insekten und anderen Wirbellosen, von höheren Wasserpflanzen und von Algen. Die Fische sind Substratlaicher. Beide Elternteile beteiligen sich an der Brutpflege. Nach dem Schlupf, der nach 8 bis 10 Tagen erfolgt, werden die Jungfische relativ lange beschützt. Die Fortpflanzungszeit reicht von Oktober bis Dezember, wenn der Wasserstand relativ niedrig ist.
Die IUCN stuft den Bestand der Art als stark gefährdet ein. Die Populationen auf der Hauptinsel sind durch den Rückgang an Lebensräumen und durch Überfischung bedroht, während die Situation in den Kraterseen auf Nosy Be stabil ist.